# El Solà (Monistrol de Calders)
El Solà és una masia del terme municipal de Monistrol de Calders, al Moianès, en el sector central del terme.
És a tocar del nucli urbà, pel costat sud-oest, al peu de la carretera B-124, entre el Pont del Solà i el Pont de Cal Serni.
Es tracta d'una masia de les més històricament importants del terme. Construïda a darreries del segle xvii pels Solà de Guardiola sobre les restes d'un mas rònec, el mas Balceres, substituí l'antiga residència d'aquesta família, el Mas Guardiola, que cediren a l'església.
Els Solà procedient de la important masia del Moianès del Solà de Sant Esteve, i entraren per núpcies en el mas Guardiola, establint-se així una branca d'aquella poderosa família a Monistrol de Calders. Passaren a cognominar-se Solà i Guardiola, i més endavant esdevingueren ciutadans honrats de Barcelona, de manera que van entrar a formar part de la petita noblesa. Aleshores afegiren el de al primer o a tots dos cognoms, i estan documentats, als segles xviii i xix com a de Solà i Guardiola i fins i tot de Solà i de Guardiola.